# Sandrottryffel
Sandrottryffel (Scleroderma septentrionale) är en svampart som beskrevs av Jeppson 1998. Sandrottryffel ingår i släktet Scleroderma och familjen rottryfflar.  Arten är reproducerande i Sverige. Inga underarter finns listade i Catalogue of Life.